# Сарретт Бернар
Бернар Сарретт (фр. Bernard Sarrette; 27 листопада 1765, Бордо — 11 квітня 1858, Париж) — французький музично-громадський діяч, один із засновників Паризької консерваторії.

## Біографія
1789 р. організував оркестр Паризької національної гвардії. У 1792 ініціював створення «Музичної школи національної гвардії», яка 1793 року перетворена в «Національний музичний інститут», а 1795 року — в «Консерваторію музики». 
У березні 1794 року заарештований за політичними мотивами, звільнений у травні 1795 року. У тому ж році з метою фінансування Консерваторії створив «Музичний магазин по забезпеченню національних свят». 
У 1796–1814 роках очолював Паризьку консерваторію (на посаді урядового комісара, потім директора).

## Нагороди
- Орден почесного легіону (1814).

## Увічнення пам'яті
- Встановлено бюст Сарретта в Паризькій консерваторії (1858, за життя).
- Іменем Сарретта названа вулиця в Парижі (1890).